# House of Boys
House of Boys es una película dramática luxemburguesa de 2009 dirigida y escrita por Jean-Claude Schlim, y protagonizada por Layke Anderson, Benn Northover y Udo Kier. La película sigue la historia de Frank, un adolescente gay de la década de 1980 que huye de su casa para comenzar una nueva vida en Ámsterdam, pero que luego de conocer el amor se topa con el inicio de la pandemia de VIH/sida.

## Argumento
Frank (Layke Anderson) es un adolescente gay que forma parte de una familia burguesa de Luxemburgo en 1984. Un día decide huir de su casa con su mejor amiga, Rita. Ambos se establecen en Ámsterdam, donde Frank comienza a disfrutar de la vida. Cuando Rita se marcha con su novio, Frank se queda sin ningún lugar donde vivir, por lo que acude a un bar gay llamado «House of Boys» en el que hombres jóvenes y atractivos bailan y ofrecen servicios sexuales a hombres mayores. El lugar está dirigido por la misteriosa artista y drag queen Madame (Udo Kier), quien acoge a Frank y le da empleo. En el club conoce a Angelo, quien se encuentra ahorrando dinero para su cirugía de afirmación de género, y a Jake (Benn Northover), un joven favorito de los clientes que se considera heterosexual.
Tras romper con su novia, Jake encuentra consuelo con Frank y ambos inician una relación sentimental, que poco a poco parece trascender el sexo casual hasta convertirse en amor. Pronto Jake enferma, se desmaya y luego es diagnosticado con sida. Mientras tanto, en Europa se produce el inicio de la epidemia del VIH. El resto de la película narra el deterioro físico de Jake y su eventual muerte, que coincide con el cierre definitivo del bar «House of Boys». Las escenas finales muestran a Frank viajando a Marruecos para esparcir las cenizas de Jake en el mar.

## Recepción
La película recibió opiniones mixtas y positivas por parte de los críticos. El sitio web de agregación de reseñas Rotten Tomatoes le dio a la película una puntuación del 56% basada en reseñas de 9 críticos, con una calificación promedio de 6,3 sobre 10.
Distintos críticos coincidieron en que el filme es un poco lento al comienzo pero que luego se convierte en una historia más profunda. Jeannette Catsoulis, del diario estadounidense The New York Times, escribió una reseña positiva sobre la película y afirmó que «transmite una honestidad emocional que anula su estilo anticuado».

## Música
La banda sonora de la película utiliza música de varios artistas de renombre, como Cockney Rebel, Jimmy Somerville, Roy Orbison, Spandau Ballet, Soft Cell y termina con la canción «Là-bas» (música de Cyril Collard y letra de Corine Blue), que es interpretada por Nyco Lilliu.

## Premios y reconocimientos
- 2009, Premio a la mejor película en el Lëtzebuerger Filmpräis.[4]
- 2011, Premio de la crítica a la mejor película y premio del público a la mejor película en el Festival de Cine LGBT Inside Out.[5]